# William Stern (empresario)
William George Stern (nacido como Vilmos György Stern, 2 de julio de 1935-marzo de 2020) fue un hombre de negocios más notable como propietario de compañías británicas del Stern Group. Cuando colapsó en 1973, Stern se convirtió en la bancarrota más grande de Gran Bretaña con deudas de £ 118. millones. Las pérdidas no aseguradas sufridas por miles de inversores condujeron directamente a la creación de la primera Ley de Protección de los Asegurados de Gran Bretaña.

## Carrera
Durante la década de 1960, la creciente fortuna económica en Gran Bretaña condujo a la creación de los primeros fondos de propiedad unificada. Inicialmente, solo los fondos de pensiones y organizaciones benéficas podían comprar unidades en estos fideicomisos, pero estas regulaciones se relajaron bajo el liderazgo del primer ministro Edward Heath, quien llegó al poder en 1970, después de lo cual el público en general también podía invertir a través de compañías de seguros. Uno de esos intermediarios fue Nation Life Insurance, parte del Grupo Stern.
Como resultado del colapso del mercado de valores y la crisis de los bancos secundarios de 1973-74, los precios inmobiliarios en Gran Bretaña cayeron drásticamente. Los clientes de fondos de inversión intentaron liquidar sus bonos que se devaluaron rápidamente, pero los fondos no tenían efectivo suficiente para cumplir con sus obligaciones de reembolso, lo que llevó a su colapso. Nation Life, y su empresa matriz, se vieron obligados a la administración judicial, y William Stern fue declarado en quiebra. El escándalo surgió en el Parlamento Británico en varias ocasiones, y un documental de la BBC sobre el tema fue emitido en 1974. Miles de inversores privados perdieron sus ahorros de toda la vida, ya que en ese momento no existía un esquema de compensación para protegerlos. Como consecuencia directa del fracaso de Nation Life, se introdujo la Ley de protección de los asegurados de 1975, que exige que el seguro de los inversores se pague con un impuesto del uno por ciento sobre las primas de inversión. 
Después de ser dado de baja en 1987, Stern reanudó sus actividades comerciales, hasta que un segundo imperio comercial bajo su control se derrumbó en la década de 1990 con deudas de £ 11 millones. Posteriormente se le prohibió servir como director de la compañía durante doce años en abril de 2000, tras la aparición de pruebas de que había asignado 1,5 millón de libras esterlinas del negocio a pesar de su conocimiento previo de que estaba al borde del fracaso. 
Stern era un superviviente del campo de concentración Bergen-Belsen durante la Segunda Guerra Mundial.

## Muerte
La noticia de su fallecimiento fue anunciada el 23 de marzo de 2020. El deceso se produjo por  la enfermedad del COVID-19 causada por el virus del SARS-CoV-2, tenía ochenta y cuatro años.